# Ватенберг-Островская, Чайка Семёновна
Чайка Семёновна Ватенберг-Островская (1901—1952) — переводчица с идиш и английского языка. Во время антиеврейской кампании в СССР, была расстреляна  в 1952 году вместе с мужем Ильёй Семёновичем Ватенбергом и другими фигурантами дела Еврейского антифашистского комитета (ЕАК). Все обвинённые по делу ЕАК были реабилитированы в 1955 году.

## Биография

### Ранние годы
Седьмой ребёнок в семье шойхета Шимена Островского, Чайка (Хайка) родилась в 1901 году, в местечке Звенигородка, вскоре после смерти отца. Оставшись без кормильца, семья бедствовала и в 1914 году эмигрировала в США.

### Работа, семья и общественная активность
С 1916 года была вынуждена пойти работать. Имея незаконченное высшее образование, знавшая идиш, русский и английский языки, работала на технических должностях в еврейских организациях, в частности в Еврейском рабочем союзе и Еврейском телеграфном агентстве. В 1922 году вышла замуж за И. С. Ватенберга. Детей у них не было. Оставаясь вне коммунистической партии, сочувственно относилась к деятельности коммунистов и принимала участие в подписных кампаниях на газеты «Дейли Уоркер», «Морнинг фрайхайт», в массовых демонстрациях в защиту Сакко и Ванцетти. В 1926 году поехала с мужем на учредительный съезд ОЗЕТа в Москву, после съезда вместе посетили еврейские земледельческие колонии Крыма и южных районов УССР. Также навестила свои родные места и родственников.
Она решила вернуться на постоянное жительство в СССР в 1933 году, где работал её муж по обустройству жизни евреев в Биробиджане. Ватенберг-Островская поступила вместе с мужем на работу в Еврейский антифашистский комитет (ЕАК) в 1941 году, где ей предложили место переводчицы. После Великой Отечественной  войны она работала (также вместе с мужем) в Издательстве литературы на иностранных языках. Несмотря на активную общественную жизнь, она была беспартийной.

### Дело ЕАК
В 1946 в СССР начала усиливаться антиеврейская кампания. Власти обвинили Еврейский антифашистский комитет (ЕАК) в сионизме и еврейском национализме и решили его уничтожить. С поста заместителя министра иностранных дел был уволен Соломон Абрамович Лозовский. Министр государственной безопасности СССР Виктор Семёнович Абакумов начал подготовку дела по обвинению ЕАК в шпионаже в пользу США и сионизме. Начались аресты. Решение властей о закрытии ЕАК было вынесено 20 ноября 1948 года.
На момент ареста Ватенберг-Островская проживала на Большой Почтовой улице, дом 18/20, корпус 18, квартира 6. Была арестована на следующий день после ареста мужа, 25 января 1949 года. Следственные органы МГБ СССР инкриминировали использование Еврейского антифашистского комитета и газеты «Эйникайт» для пропаганды еврейского национализма и передачи за рубеж сведений шпионского характера. Осуждена ВКВС СССР по обвинению в измене родине к высшей мере наказания 18 июля 1952 года. Приговор приведён в исполнение 12 августа того же года. Посмертно реабилитирована 22 ноября 1955 года определением Военной коллегии Верховного суда СССР. Документы о реабилитации были открыты для общественности после 1989 года. 
Место захоронения находится на Донском кладбище в могиле № 3. Следственное дело хранится в центральном архиве ФСБ РФ. Её муж, журналист Илья Ватенберг (1887—1952), осуждён и расстрелян в один день с ней.